# Polyprion americanus
Cernier commun, Cabot de Bosques, Mérou fanfré
Espèce
Statut de conservation UICN

 DD  : Données insuffisantes
Polyprion americanus, communément appelé le Cernier commun, cabot ou Mérou de Bosques, Mérou fanfré, est une espèce de poissons marins de la famille des Polyprionidae.

## Pêche

### Tailles minimum de capture

#### Mailles légales pour la France
La maille du Cernier commun, c'est-à-dire la taille légale de capture pour les pêcheurs amateurs et professionnels n'est pas fixée pour la Manche, l'Atlantique et la mer du Nord, par contre elle est de 45 cm en Méditerranée.
La capture  de ce poisson est interdite en chasse sous marine. (Jusqu’en 2033) .Ces tailles minimum légales sont fixées par l'arrêté du 16 juillet 2009  déterminant la taille minimale ou le poids minimal de capture et de débarquement des poissons et autres organismes marins ainsi que par de nombreux textes de référence édictés par l'Union européenne. Le 

#### Maille biologique
La maille biologique, c'est-à-dire la taille à laquelle 100 % des Cerniers communs se sont reproduits est de 90 cm.